# Parafia Ewangelicko-Metodystyczna w Kraplewie
Parafia Ewangelicko-Metodystyczna w Kraplewie – zbór metodystyczny działający w Kraplewie, należący do okręgu mazurskiego Kościoła Ewangelicko-Metodystycznego w RP.

## Historia
W wyniku II wojny światowej oraz związanych z jej zakończeniem wysiedleń, likwidacji uległa parafia ewangelicka w Kraplewie, a używany przez nią dotychczas kościół został zamieniony przez Armię Czerwoną na magazyn oraz stajnię. Wcześniej parafia ta należała do Ewangelickiego Kościoła Unii Staropruskiej i w latach 20. XX wieku skupiała 1750 wiernych. Jej duszpasterz administrował też parafią w Durągu. Działała tu również stacja diakonii.
Metodyści pojawili się w okolicach Ostródy jesienią 1945. Przejęty został przez nich także kościół w Kraplewie, a tutejszy metodystyczny zbór oficjalnie rozpoczął działalność w styczniu 1946. Nabożeństwa sprawowali tu ks. Jan Kus i Julian Miśkow. Zaczęto również prowadzić lekcje religii. 
W 1953 we wsi została założona dodatkowo parafia Kościoła Ewangelicko-Augsburskiego w PRL, jednak nieliczni wierni postanowili o powrocie z metodyzmu do kościoła luterańskiego. Jednostka ta została w 1961 zdegradowana do roli stacji kaznodziejskiej parafii ewangelickiej w Ostródzie i ostatecznie zlikwidowana w 1967.
W kraplewkiej parafii metodystycznej pracowali ks. Jan Kus, ks. Maksymilian Cybulla, ks. Franciszek Drozdek i ks. Jan Paska. Od 1974 do końca sierpnia 2015 stanowisko duszpasterza zboru sprawował ks. Zbigniew Jan Reichelt.